# Albert Marenčin
Albert Marenčin (Tapolybeszterce, 1922. július 26. – Pozsony, 2019. március 9.) szlovák író, költő, műfordító, forgatókönyvíró.

## Életútja
A Szlovák Egyetemen végzett szlovák-francia szakon, majd 1944-ben részt vett a szlovák nemzeti felkelésben a Čapajev partizáncsoport tagjaként. 1945-ig a felszabadult Huszton dolgozott, mint kormányzati tisztviselő.
A háború után visszatért Kassára és szerkesztőként dolgozott a Národná obroda napilapnál. 1945 és 1948 között Párizsban élt és párhuzamosan a Sorbonne-n, a Politikai Tanulmányok Intézetében és az IDHEC Filmiskolában folytatott tanulmányokat. Ez idő alatt a Radio Praha párizsi szerkesztőjeként is dolgozott.
1948. november 15-től az ENSZ Közgyűlésén a csehszlovák kormány küldöttségének alkalmazottja volt. A miniszterelnök, Vladimír Clementis titkárságán tevékenykedett. 1949 és 1972 között különböző pozíciókban dolgozott a csehszlovák állami filmgyártásban Pozsonyban. A Koliba szlovák filmgyárnál volt többek között előadó, dramaturg, forgatókönyvíró.
1963-tól a Pozsonyi Zene- Színház- és Filmművészeti Főiskola (VŠMU) modern művészeti szeminárium előadója, oktatója volt. 1972-ben politikai okokból eltávolították a főiskoláról és művei kiadását is betiltották. 1972 és 1987 között a Szlovák Nemzeti Galéria tanácsadójaként dolgozott. 1974-től együttműködött a titkos rendőrséggel (ŠtB) IRIS néven. 1989-ben a bársonyos forradalom után ismét számos irodalmi és kulturális területen tevékenykedett.
1965-tól a párizsi Patafizikai Mozgalomnak, 1977-től a cseh és szlovák szürrealista társaság tagja volt. 2003-tól elnöke volt a selmecbányai francia nyelvű Capalest fesztiválnak, melyet Michel de Maulne, a párizsi Théâtre Molière igazgatója alapított.

## Családja
1955-ben feleségül vette Dagmar Wondrašekovát. 1956-ban született Martin, 1958-ban Albert fia. Idősebb fia Martin fotográfus lett.

## Díjai
- Ordre de la Grande Gidouille (1965)
- Jan Hollý-díj (1969, 1996, 1999)
- Művészetek és Irodalom Érdemrendjének lovagja (Chevalier des Arts et des Lettres)
- Francia Köztársaság Nemzeti Érdemrendjének lovagja (2001. Chevalier de l'ordre national du Mérite)

## Művei

### Verseskötetek
- Okamih pravdy (1972)
- L'Instant de la vérité (1977)
- Okamih pravdy (1994)
- Laterna Magika / La Lanterne magique (2006)

### Prózai művek, esszék
- Predná hliadka (1950–51)
- Guillaume Appolinaire (1961)
- Alfred Jarry (1964)
- Malý slovník surrealizmu (1964)
- André Breton (1967)
- Ako som sa stretol s niektorými pozoruhodnými ľuďmi (1978, szamizdat kiadás)
- Davidovým prakom (1979, szamizdat kiadás)
- Košický pustovník (1983, szamizdat kiadás)
- Návraty na Muráň (1987, szamizdat kiadás)
- Košický pustovník (1988)
- Breton a Teige (1991)
- Dominik Tatarka – veľký neznámy (1991)
- Ako som sa stretol s niektorými pozoruhodnými ľuďmi (1993)
- Henri Michaux (1995)
- Benjamin Péret (1995)
- Nikdy (1996)
- Návraty na Muráň (1996)
- Nezabúdanie (2004)
- Dezertéri alebo ľudský faktor (2008)
- Zo zápisníkov 1968 – 2008 (2011)
- Čo nevošlo do dejín (2012)

### Forgatókönyvek
- Zemianska česť (1958, Ján Kalinčiak Reštavrácia című regénye alapján, Vladimír Bahna rendezésében)
- Félbeszakadt dal (Прерванная песня) (1960)
- Pieseň o sivom holubovi (1961)
- Éjféli mise (Polnočná omša) (1962)
- Prípad Barnabáš Kos (1965, Peter Karvas regénye alapján, Peter Solan rendezésében)

### Műfordítások
- Jean Epstein: Mysliaci stroj / L'intelligence d'une machine, (1948)
- Léon Moussinac: Moemove Polia / Les champs de Mo (1950)
- Alfred Jarry: Kráľ Ubu / Ubu Roi ou bien des Polonais (1964, 1994)
- Jean Cocteau: Poézia / Poésie (1967)
- Nečujné blesky (1968, a szürrealista költészet kis antológiája)
- Paul Valéry: Zlé myšlienky / Les mauvaises pensées (1993)
- Albert Camus: Mýtus o Sizyfovi / Le Mythe de Sisyphe, Essais sur l'absurde (1993)
- Henri Michaux: Básne / Poèmes (1995)
- Benjamin Péret: Jadro kométy / Le noyau de la comète (1995)
- De Sade márki: Filozofia v buduári / Philosophie dans le boudoir (1996)
- Eugène Ionesco: Hodina, Pozdravy a poklony / La Leçon, Les Salutations (1997)
- André Breton: Nadja (1998)
- Eugène Ionesco: Nosorožec / Rhinocéros (1998)
- Jean Ferry: Strojvodca / Le Mécanicien (2000)
- Alain Robbe-Grillet: V zrkadle spomienok / Le miroir qui revient (2002)
- Alfred Jarry: Skutky a názory doktora Faustrolla, patafyzika / Gestes et opinions du Docteur Faustroll, pataphysicien (2004)
- Jacques Derrida: Naučiť sa konečne žiť / Apprendre à vivre enfin (2005)
- Aimé Césaire: Zošit o návrate do rodného kraja / Cahier d'un retour au pays natal (2007)